# Station Kortrijk
Station Kortrijk is het belangrijkste spoorwegstation in de stad Kortrijk.   Het station groeide uit tot een spoorwegknooppunt. Spoorlijnen 66 (Brugge – Kortrijk) en 75 (Gent-Sint-Pieters – Moeskroen) komen hier samen. Ten noordoosten van het station, op het grondgebied van Harelbeke, bevindt zich het beginpunt van spoorlijn 89 (Denderleeuw – Kortrijk). Ten noordwesten van het station takt spoorlijn 69 (Kortrijk – Poperinge) af van spoorlijn 66. Vroeger vertrok vanuit Kortrijk ook de spoorlijn 83 (Kortrijk – Zwevegem – Avelgem – Ronse).
Kortrijk wordt bediend door IC- en lokale treinen. Er zijn rechtstreekse verbindingen naar onder andere Gent, Antwerpen, Oudenaarde, Brussel, Brussels Airport-Zaventem, Roeselare, Brugge, Oostende, Ieper, Moeskroen, Doornik en het Franse Rijsel (Lille-Flandres).
Nabij het station bevindt zich het busstation Tolstraat, van waaruit alle bussen in de stad en streek vertrekken. Door werken in de stationsomgeving is dit busstation sinds 2018 in vier delen opgedeeld.

## Geschiedenis

### Eerste stationsgebouwen
Bij wet van 26 mei 1837 werd onder meer de aanleg van een spoorlijn uit Gent naar Kortrijk en verder naar de Franse grens en ook een spoorlijn naar Doornik via Kortrijk beslist. Twee jaar later al, op 22 september 1838, werd de eerste spoorlijn Kortrijk-Gent door koning Leopold I en koningin Louisa-Maria ingewijd.
Als definitieve vestigingsplaats voor een station liet men het oog vallen op een terrein tussen de Doornikpoort en de Rijselpoort. Een aantal onteigeningen en de afbraak van Doornikpoort, naast diverse aanaardingswerken en de aanleg van nieuwe stadsgrachten vertraagden enigszins de werkzaamheden.
Door de aanleg van station werd een nieuwe stationswijk aangelegd. De verschillende reglementen, die in verband met de opbouw van de woningen werden uitgevaardigd, bewijzen duidelijk dat de stad bekommerd was om het uitzicht van dit nieuwe stadsgedeelte. Zo bepaalde men dat de vier gevels die in een halve cirkel voor het stationsgebouw zouden staan, in dezelfde stijl gebouwd moesten worden. De hoogte van de huisgevels werd nauwkeurig vastgesteld. Naast de stadsarchitect bestond ook een bouwcommissie waaraan alle bouwplannen voorgelegd moesten worden. In de tweede helft van de 20ste eeuw ging er veel van de stijl en de unieke architectonische eenheid van het plein, die de bezoekers moest imponeren, verloren.
Het stationsgebouw zelf werd herhaaldelijke keren vergroot en veranderd. In 1840 werd er een voorlopig stationsgebouw opgericht. Het tweede en definitieve stationsgebouw kwam er in 1857 en kreeg in 1876 twee bijgebouwen. Tot in 1944 had het station een grote glazen overkapping van de perrons, maar dit werd door een Engels bombardement in 1944 verwoest.

### Huidig station

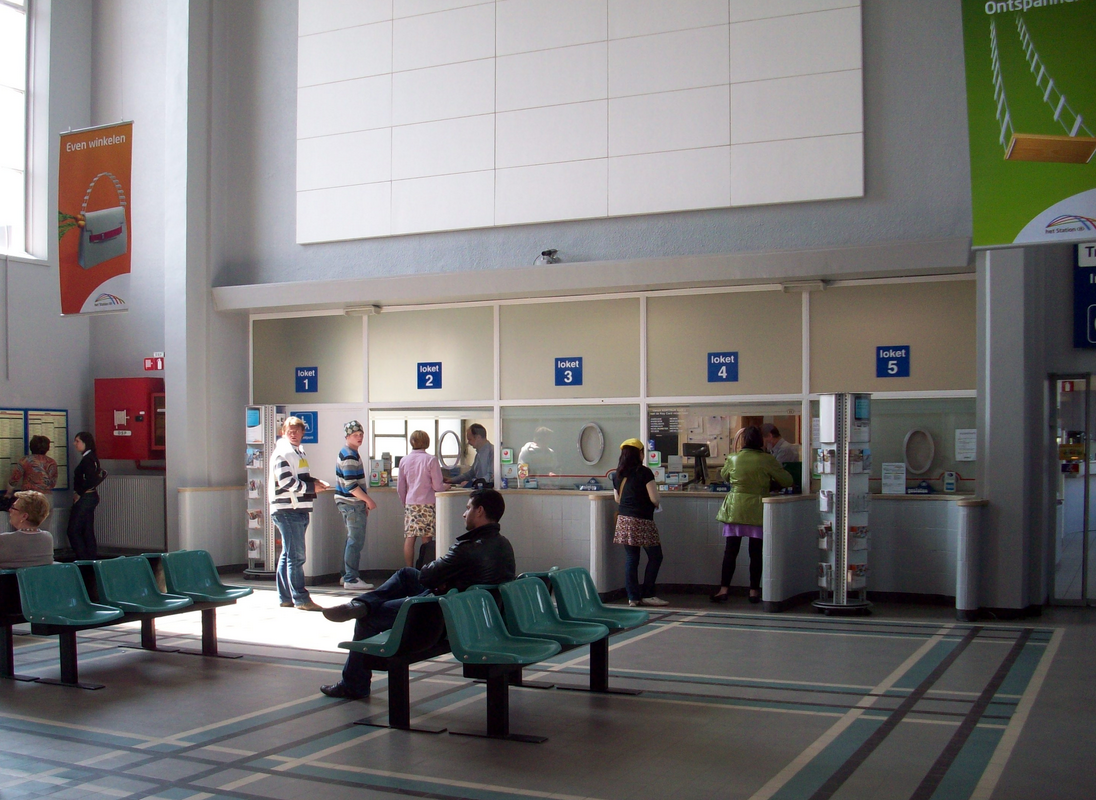
Zicht op de lokettenhal

Nadat het stationsgebouw zwaar beschadigd was door de bombardementen van 1944 werd op 7 juli 1956 een nieuw gebouw in gebruik genomen, ditmaal zonder een perronoverkapping. Het was een ontwerp van de Kortrijkse architect Pierre Albert Pauwels, die ook elders in de stad veel wederopbouwarchitectuur realiseerde. De stationshal is hoger dan de rest van het langgerekte gebouw en is een beeldbepalend element in de omgeving. Daarmee behield Pauwels de inplanting in het pentagonale stratenpatroon uitgetekend in 1841 door Jean-Pierre Cluysenaer en versterkte hij nog de functie als afsluitend perspectief van de straten die uitkomen op het Stationsplein.
Het station heeft een westelijke en een oostelijke voetgangerstunnel onder de sporen. De perrons zijn via trappen bereikbaar, met uitzondering van één perron dat ook via een roltrap toegankelijk is. Aanvankelijk waren er 7 doorgaande sporen en een doodlopend spoor A met een perron, en aan de achterkant nog 3 rangeersporen. Met de elektrificatie werden de 3 rangeersporen afgeschaft en vervangen door een perron met spoor 8 en 9. Op die manier ontstond een station met 10 sporen. Ingang tot het station kan worden verkregen via de trappen naar de centrale stationshal of via de hellende berm aan de zijkant bij de overdekte fietsenstalling. Aan de achterzijde van het station is in 2009 een tweede en volwaardige stationshal geopend. Hiervoor moest spoor 9 wijken.
Bij de vernieuwing van het busstation Tolstraat werd de westelijke voetgangerstunnel onder de sporen doorgetrokken zodat deze via een trappenpartij uitmondt in het busstation. Hiervoor werd spoor A afgeschaft.
Naast dit station bestaan er ook nog enkele andere stations in Kortrijk: meer westwaarts bevindt zich het station Kortrijk-Vorming, dat vroeger de Congostatie werd genoemd. Het station Bissegem bevindt zich langsheen de spoorlijn 69. De stations Kortrijk-West, Kortrijk-Weide, Aalbeke, Heule, Heule-Leiaarde, Marke en Sint-Katerine werden in de loop van de 20ste eeuw gesloten.

## Renovatie en uitbreiding

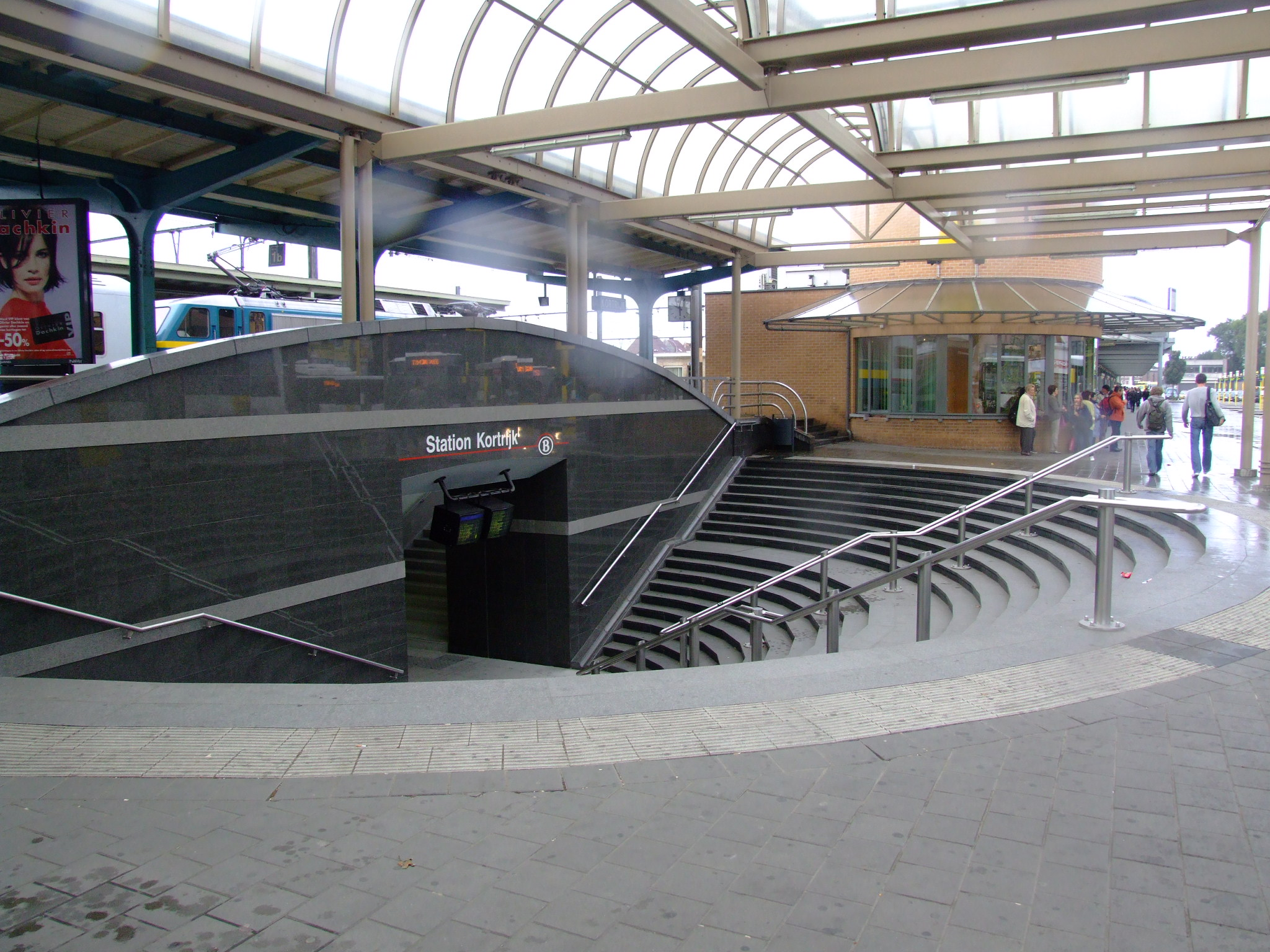
Verbinding tussen westelijke onderdoorgang en Busstation Tolstraat

### Renovatie en nieuwe stationshal
Sinds 2007 ondergaat het station een grondige facelift en uitbreiding. Dit in het kader van het grensoverschrijdende hst-project 'Connect', deels gesubsidieerd door de Europese Unie. De onmiddellijke omgeving van het station wordt hierbij eveneens opgeknapt. De perrons en de twee voetgangerstunnels onder de sporen worden vernieuwd en gemoderniseerd. De twee bestaande onderdoorgangen zullen op elkaar aansluiten. Er kwam een volledig nieuwe tweede stationshal aan de achterzijde van het station (Minister Tacklaan), de kant die nu als 'achterkant' wordt beschouwd, maar dus een tweede 'voorkant' wordt. Door het oplichten van het dak heeft de reiziger zicht op de straatkant en zal hij kunnen genieten van het daglicht. Dit moet het veiligheidsgevoel in de hand werken. Via de nieuwe hal zal er een directe verbinding gecreëerd worden tussen de westelijke onderdoorgang enerzijds en de bushaltes en de kus- en rijzone in de Minister Tacklaan anderzijds. Op het niveau van de onderdoorgang zal er een veilige wachtruimte komen.
Bovendien wordt de westelijke onderdoorgang via een hellend platform ook toegankelijk gemaakt voor fietsers zodat een snelle en vlotte verbinding ontstaat tussen de beide stadswijken voor zowel fietsers als voetgangers. De overdekte toegangshelling zal hierbij ook plaats bieden aan 300 fietsenrekken. De plannen voorzien ook extra parkeerruimte voor wagens. De 300 parkeerplaatsen die zich nu aan de achterzijde van het station bevinden wil de NMBS uitbreiden tot 750 plaatsen.
Als onderdeel van het masterplan werd in 2015 de afbraak van het stationsgebouw goedgekeurd. Er zou geen nieuw gebouw komen, maar de stationsfuncties zouden ondergronds worden gebracht en deels in een constructie boven de perrons. Erfgoedverenigingen verzetten zich tegen het verdwijnen van het meest indrukwekkende wederopbouwstation van België en een van de weinige die nog overblijven. De Vlaamse Vereniging voor Industriële Archeologie werkte in 2022 aan een beschermingsaanvraag. Europa Nostra noemde het station in 2023 een van de zeven meest bedreigde erfgoedsites van het continent. In februari 2024 keurde Vlaams minister van Omgeving Zuhal Demir de omgevingsvergunning voor de NMBS goed voor de afbraak van het gebouw.

### Nieuw seinhuis
Nabij het station Kortrijk werd in de loop van 2011-2012 een nieuw, hypermodern seinhuis van Infrabel gebouwd. Dit seinhuis werd gerealiseerd langsheen de Doornikselaan, op de terreinen van het voormalige postsorteercentrum Kortrijk X. In dit nieuwe seinhuis, B.3 Kortrijk, verloopt het sturen van het treinverkeer en het bedienen van de wissels en de seinen volledig computergestuurd. B.3 nam o.a. de in Kortrijk gelegen seinhuizen over: B.11 (bediening Kortrijk-Vorming), B.21 (bediening Kortrijk station), S.I en S.II (Werkplaats Kortrijk). In 2019 zal B.3 na drie jaar alweer verlaten worden en verhuist het naar B.7 Brugge.

### Stationsproject Kortrijk[5]
In 2016 startte het grote stationsproject Kortrijk. Het project, dat in verschillende fasen werd opgedeeld, beslaat de volledige stationsomgeving. Hierdoor zal de volledige omgeving er tegen 2030 helemaal anders uitzien.

#### Voorbereidende werken
In 2016 ging men van start met enkele voorbereidende werken. Zo verdwenen enkele oude dienstgebouwen van de NMBS en Infrabel in de Minister Tacklaan. Het oude busstation in de Tolstraat verdween en werd in 3 delen opgedeeld. Het busstation bevindt zich nu deels bij de tunnel in de Doorniksewijk, deels achter het station in de Minister Tacklaan en deels aan de voorkant in de Doornikselaan. Signalisatie in het station duidt aan waar reizigers moeten opstappen. Een deel van het oude busstation ging al op de schop en werd vervangen door een nieuwe, tijdelijke Kiss & Ride-parking.

#### Fase 1
Fase 1 omvat de heraanleg van het rondpunt Panorama aan de R36 tot aan de Burgemeester Lambrechtlaan, waarbij de kluifrotonde 'Appel' verdwijnt. Het punt, dat werd aangelegd in het kader van de Leiewerken, zorgt vaak voor file en is onveilig voor fietsers. Het zal vervangen worden door een tunnel. Vanuit de tunnel zal ook de toegang zijn voor de nieuwe parking onder het Conservatoriumplein, dat bovengronds volledig autoluw wordt. De parking zal 3 verdiepingen tellen en plaats bieden aan 900 auto's. Onder de sporen komt een tweede tunnel. Deze zal dienen voor het busverkeer, waarbij de halte aan de Tolstraat na de werken weer open zal gaan. Aan het rondpunt Panorama verdwijnt de toegang richting de Minister Vandenpeereboomlaan en wordt dit vervangen door een klein park. Deze werken startten in 2019 en zullen naar schatting tot begin 2023 duren. Tijdens de paasvakantie van 2021 werd de bustunnel onder de sporen geschoven. Van die periode werd ook gebruik gemaakt om de wissels aan die kant van het station te vernieuwen.

#### Fase 2
Fase 2 is een beperktere fase en omvat een ondergrondse fietsenparking onder de tijdelijke Kiss & Ride. Deze zal verbonden worden met de bestaande fietsparking aan de achterzijde van het station door middel van de bestaande onderdoorgang die hiermee niet meer dienst zal doen als verbinding tussen de perrons. In die fase zal het huidige stationsgebouw ook worden afgebroken. Deze werken zouden starten in 2023 een volledig jaar duren. Bovengronds komt een groene zone.

#### Fase 3
Fase 3 is voor de treinreizigers de meest ingrijpende fase. In deze fase komt een volledig nieuw station. De perrons zullen volledig vernieuwd worden en zullen naar de  nieuwe standaardhoogte van 76 centimeter gebracht worden. De ondergrondse doorgangen verdwijnen en zullen vervangen worden door een nieuwe, bovengrondse constructie waarin ook een loket zal zitten en waaruit er toegang tot de perrons zal zijn via roltrappen, liften en gewone trappen. Hierbij blijven de 7 perrons bestaan en komt er naast perron 1 een volwaardig perron voor bussen. Deze werken zouden starten in 2023 en voltooid zijn in 2030.

#### Fase 4
Fase 4 omvat de aanleg van busbanen rond het station en een volwaardig busstation zoals uitgelegd bij fase 4. Deze werken zouden starten in 2029 en voltooid zijn samen met station en fase 3.

#### Fase 5
Als laatste zal fase 5 voorzien in een volledige heraanleg van de Minister Tacklaan en het stationsplein tot en met de Doornikselaan. Deze werken zouden starten na de voltooiing van het station en vormen het sluitstuk van het stationsproject.

## Treindienst
| Serie       | Treinsoort          | Route | Bijzonderheden                                                                                     |
| ----------- | ------------------- | --- | -------------------------------------------------------------------------------------------------- |
| IC 04       | Intercity (NMBS)    | Antwerpen-Centraal – Gent-Sint-Pieters – Kortrijk – Poperinge                                                               | |
| K 80 IC 04  | Intercity (NMBS)    | Kortrijk – Roubaix – Lille-Flandres                                                                                         | Vleugeltrein van serie 700.                                                                        |
| IC 12       | Intercity (NMBS)    | [ Oostende – Brugge – ] Kortrijk – Gent-Sint-Pieters – Brussel-Zuid – Luik-Guillemins – Welkenraedt                         | Rijdt alleen op werkdagen. Eerste en laatste ritten van/naar Oostende.                             |
| IC 13       | Intercity (NMBS)    | Kortrijk – Denderleeuw – Brussel-Zuid – Schaarbeek                                                                          | Rijdt alleen op werkdagen, rijdt soms van/naar Brussel-Zuid.                                       |
| IC 23       | Intercity (NMBS)    | Brussels Airport-Zaventem – Brussel-Zuid – Kortrijk – Brugge – Oostende                                                     | Stopt in het weekend bijkomend in Munkzwalm.                                                       |
| IC 26       | Intercity (NMBS)    | Kortrijk – Doornik – Brussel-Zuid – Sint-Niklaas                                                                            | Rijdt alleen op werkdagen, laatste rit stopt bijkomend in elk station tussen Jette en Dendermonde. |
| IC 32       | Intercity (NMBS)    | [ Oostende – ] Brugge – Lichtervelde – Kortrijk                                                                             | Tijdens de spits van/naar Oostende.                                                                |
| L 850       | L-trein (NMBS)      | Mechelen – Dendermonde – Gent-Sint-Pieters – Kortrijk                                                                       | Rijdt alleen in het weekend.                                                                       |
| L 1650      | L-trein (NMBS)      | Zottegem – Oudenaarde – Kortrijk                                                                                            | Rijdt alleen op werkdagen.                                                                         |
| P 7000/8000 | Piekuurtrein (NMBS) | [ Oostende – Brugge – ] / [ De Panne – ] / [ Poperinge – Ieper – Kortrijk – ] Gent-Sint-Pieters – Brussel-Zuid – Schaarbeek | Twee treinen per dag per richting. Een trein op zondagavond vanaf De Panne.                        |
| P 7080/8080 | Piekuurtrein (NMBS) | Poperinge – Ieper – Kortrijk                                                                                                | Rijdt alleen op werkdagen.                                                                         |
| P 7950/8950 | Piekuurtrein (NMBS) | Kortrijk – Brussel-Zuid – Schaarbeek                                                                                        | Rijdt alleen op werkdagen.                                                                         |
| P 7990/8990 | Piekuurtrein (NMBS) | Brugge – Kortrijk | Rijdt alleen op werkdagen.                                                                         |
| P 7995/8995 | Piekuurtrein (NMBS) | [ De Panne – ] / [ Kortrijk – ] Gent-Sint-Pieters                                                                           | Rijdt alleen op werkdagen.                                                                         |
| P 8890      | Piekuurtrein (NMBS) | Poperinge – Ieper – Kortrijk – Gent-Sint-Pieters – Mechelen – Leuven – Sint-Joris-Weert                                     | Een trein op zondagavond.                                                                          |

## Reizigerstellingen
De grafiek en tabel geven het gemiddeld aantal instappende reizigers weer op een week-, zater- en zondag.
| Tabel: aantal instappende reizigers station Kortrijk | Tabel: aantal instappende reizigers station Kortrijk | Tabel: aantal instappende reizigers station Kortrijk | Tabel: aantal instappende reizigers station Kortrijk |
|                                                      | Weekdag                                              | Zaterdag                                             | Zondag                                               |
| ---------------------------------------------------- | ---------------------------------------------------- | ---------------------------------------------------- | ---------------------------------------------------- |
| 1977                                                 | 8 135                                                | 2 584                                                | 2 836                                                |
| 1978                                                 | 8 706                                                | 2 867                                                | 2 734                                                |
| 1979                                                 | 7 194                                                | 2 424                                                | 2 186                                                |
| 1980                                                 | 9 901                                                | 3 074                                                | 4 682                                                |
| 1981                                                 | 10 446                                               | 3 438                                                | 4 707                                                |
| 1982                                                 | 12 327                                               | 3 710                                                | 4 846                                                |
| 1983                                                 | 11 671                                               | 3 287                                                | 4 079                                                |
| 1984                                                 | 11 139                                               | 3 450                                                | 4 813                                                |
| 1985                                                 | 10 083                                               | 3 052                                                | 4 646                                                |
| 1986                                                 | 9 880                                                | 3 171                                                | 4 083                                                |
| 1987                                                 | 8 144                                                | 2 566                                                | 4 128                                                |
| 1988                                                 | 9 199                                                | 2 962                                                | 3 739                                                |
| 1989                                                 | 9 086                                                | 3 208                                                | 4 270                                                |
| 1990                                                 | 7 821                                                | 2 897                                                | 3 755                                                |
| 1991                                                 | 7 794                                                | 2 484                                                | 3 692                                                |
| 1992                                                 | 7 411                                                | 3 150                                                | 4 606                                                |
| 1993                                                 | 8 353                                                | 3 256                                                | 3 570                                                |
| 1994                                                 | 8 895                                                | 2 813                                                | 3 421                                                |
| 1995                                                 | 8 356                                                | 2 539                                                | 3 182                                                |
| 1996                                                 | 7 563                                                | 2 905                                                | 3 007                                                |
| 1997                                                 | 8 737                                                | 2 881                                                | 2 727                                                |
| 1998                                                 | 10 858                                               | 3 890                                                | 5 250                                                |
| 1999                                                 | 8 210                                                | 3 416                                                | 4 155                                                |
| 2000                                                 | 8 458                                                | 4 370                                                | 5 370                                                |
| 2001                                                 | 8 742                                                | 3 982                                                | 4 890                                                |
| 2002                                                 | 8 565                                                | 3 956                                                | 5 330                                                |
| 2003                                                 | 9 539                                                | 5 024                                                | 4 865                                                |
| 2004                                                 | 9 128                                                | 4 682                                                | 5 017                                                |
| 2005                                                 | 10 100                                               | 4 614                                                | 5 206                                                |
| 2006                                                 | 10 603                                               | 4 825                                                | 5 474                                                |
| 2007                                                 | 10 032                                               | 4 190                                                | 5 992                                                |
| 2008                                                 | -                                                    | -                                                    | -                                                    |
| 2009                                                 | 10 796                                               | 4 656                                                | 4 944                                                |
| 2010                                                 | -                                                    | -                                                    | -                                                    |
| 2011                                                 | -                                                    | -                                                    | -                                                    |
| 2012                                                 | 10 457                                               | 5 356                                                | 5 264                                                |
| 2013                                                 | 9 637                                                | 4 908                                                | 4 865                                                |
| 2014                                                 | 10 061                                               | 5 208                                                | 5 551                                                |
| 2015                                                 | 10 007                                               | 3 793                                                | 3 782                                                |
| 2016                                                 | 9 203                                                | 3 792                                                | 4 618                                                |
| 2017                                                 | 9 081                                                | 4 808                                                | 4 385                                                |
| 2018                                                 | 8 914                                                | 4 221                                                | 4 464                                                |
| 2019                                                 | 8 581                                                | 4 058                                                | 4 081                                                |
| 2020                                                 | 6 310                                                | 2 723                                                | 2 785                                                |
| 2021                                                 | -                                                    | -                                                    | -                                                    |
| 2022                                                 | 8 189                                                | 4 785                                                | 5 392                                                |
| 2023                                                 | 8 127                                                | 5 631                                                | 5 605                                                |
| 2024                                                 | 8 847                                                | 3 812                                                | 3 957                                                |

## Galerij

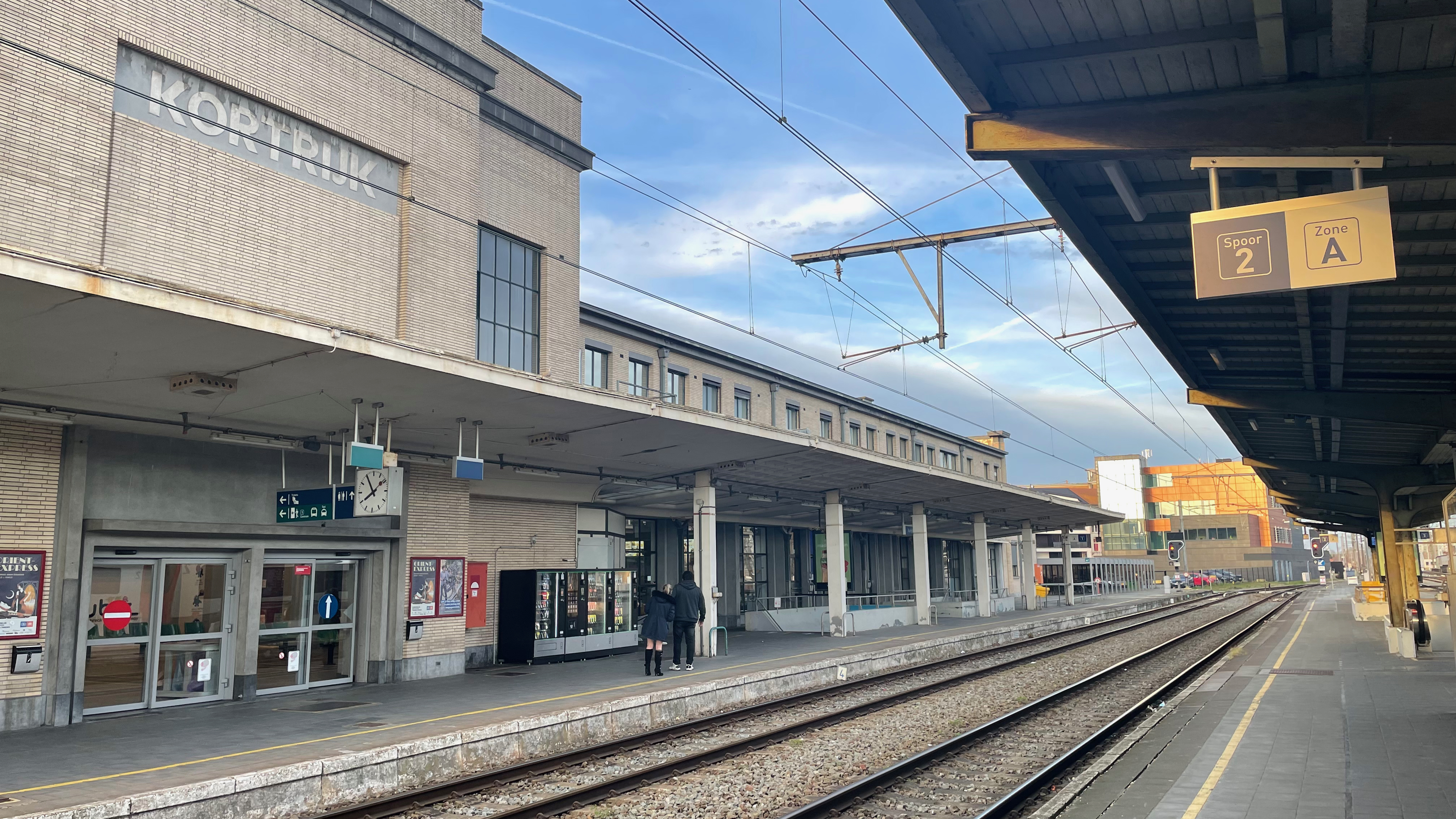
Zicht op het perron
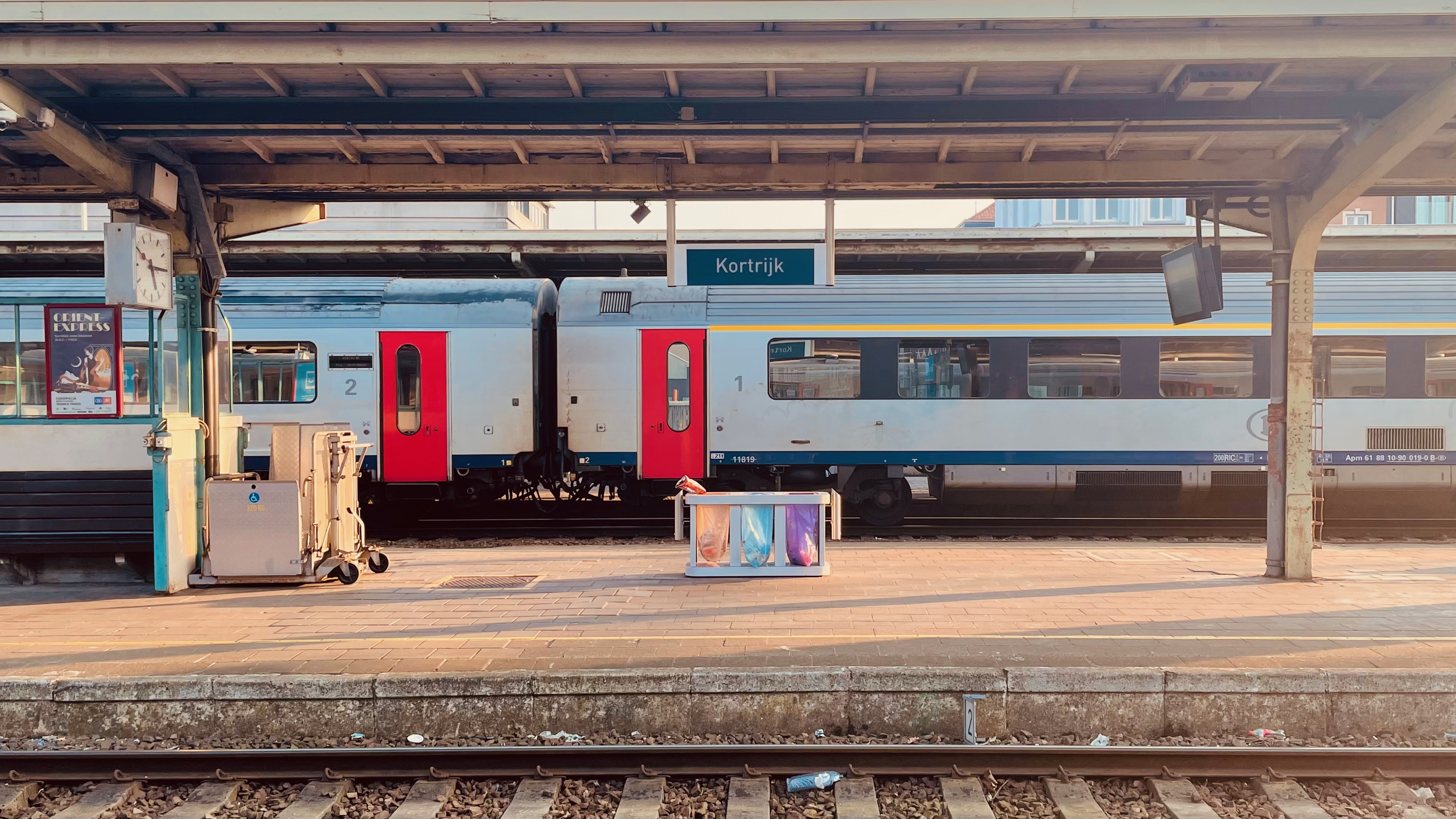
Plaatsnaambord
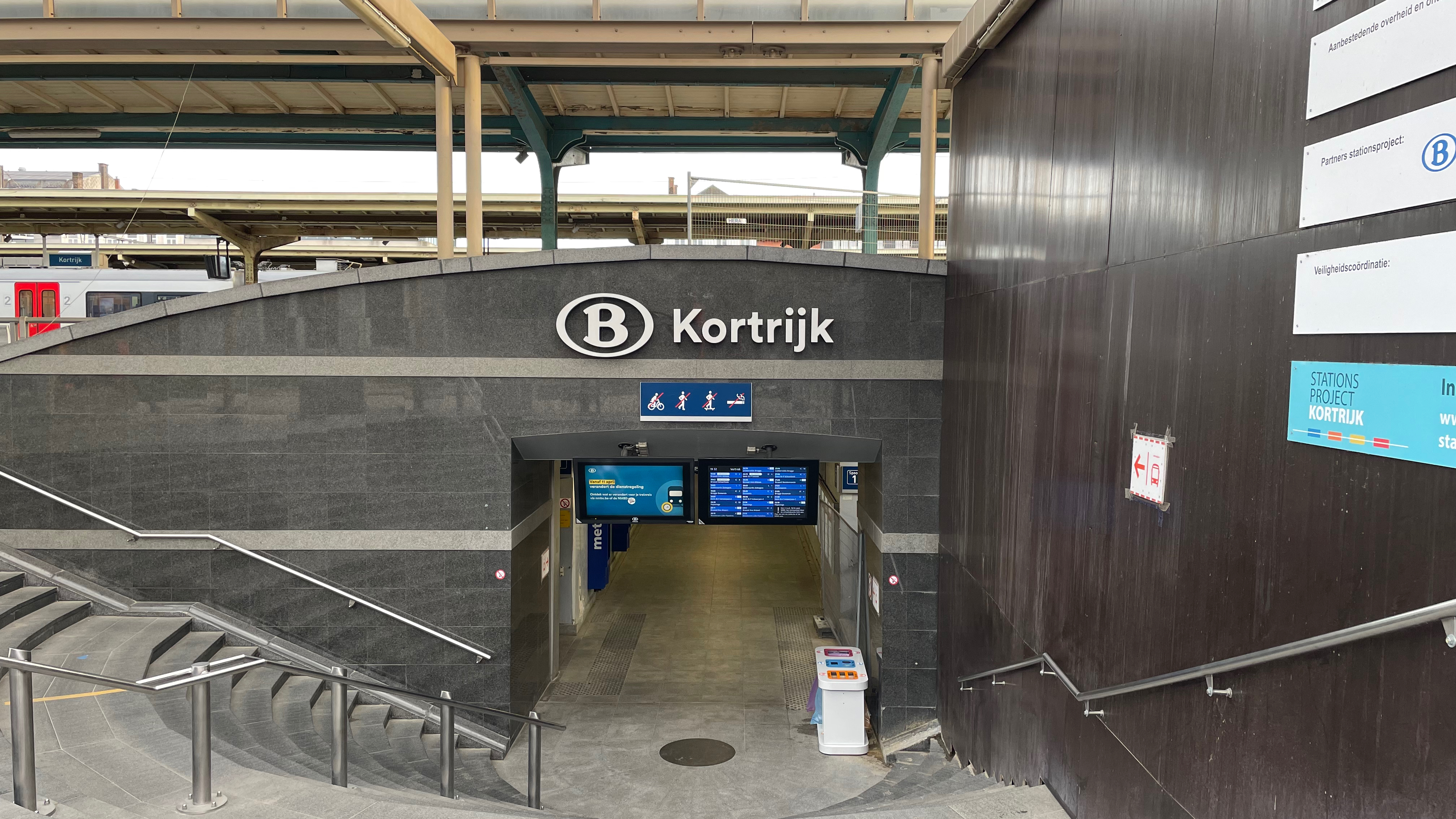
Doorgang onder de sporen
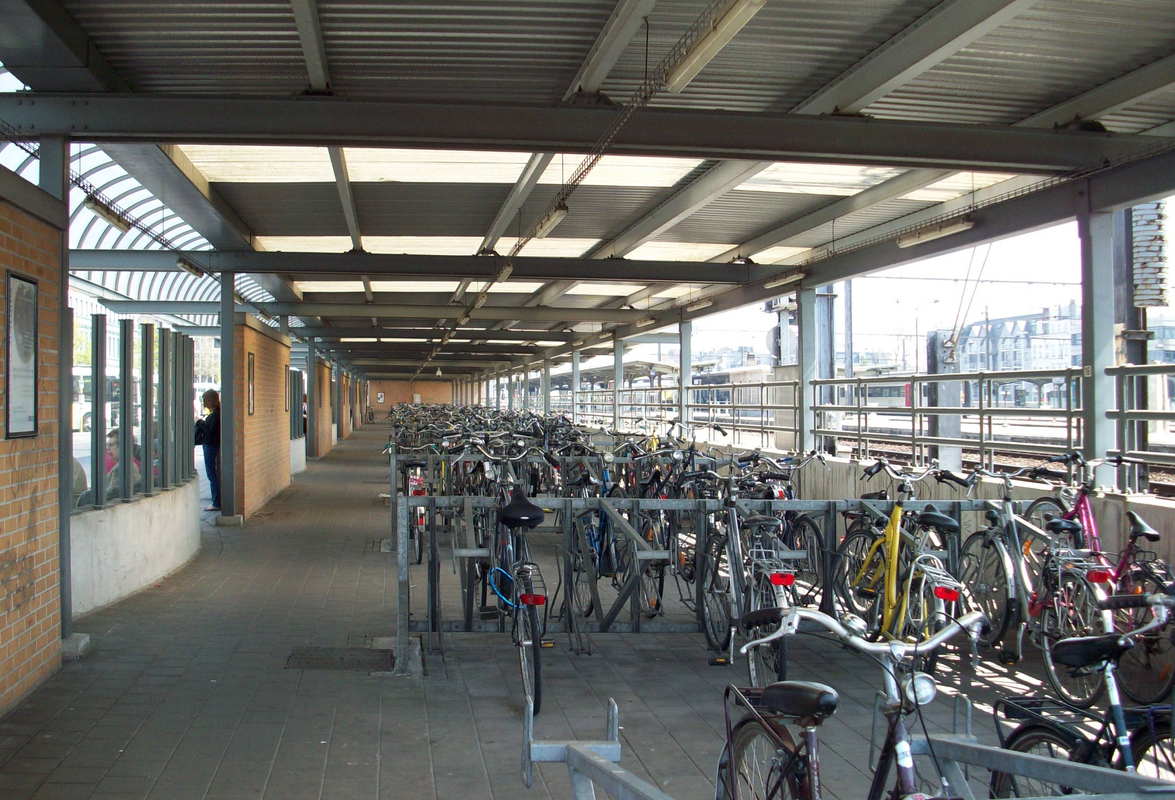
Fietsenstalling
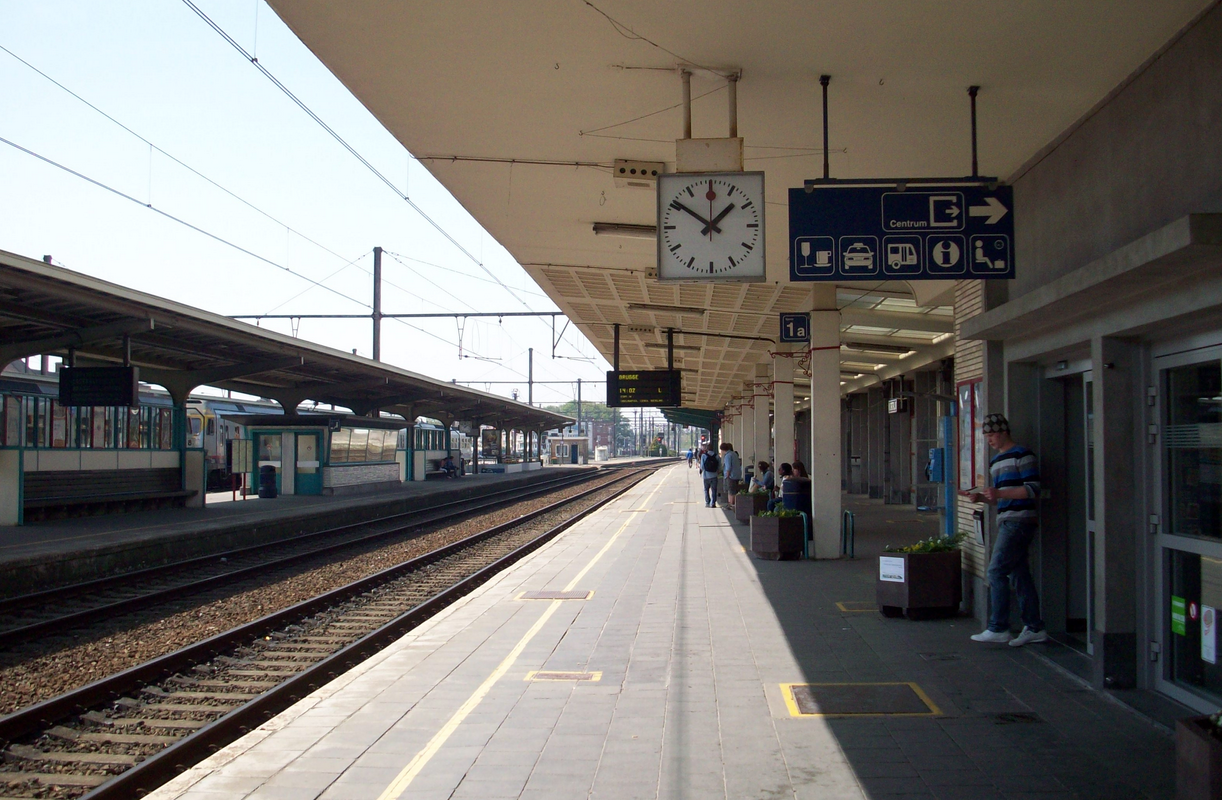
Zicht op perrons
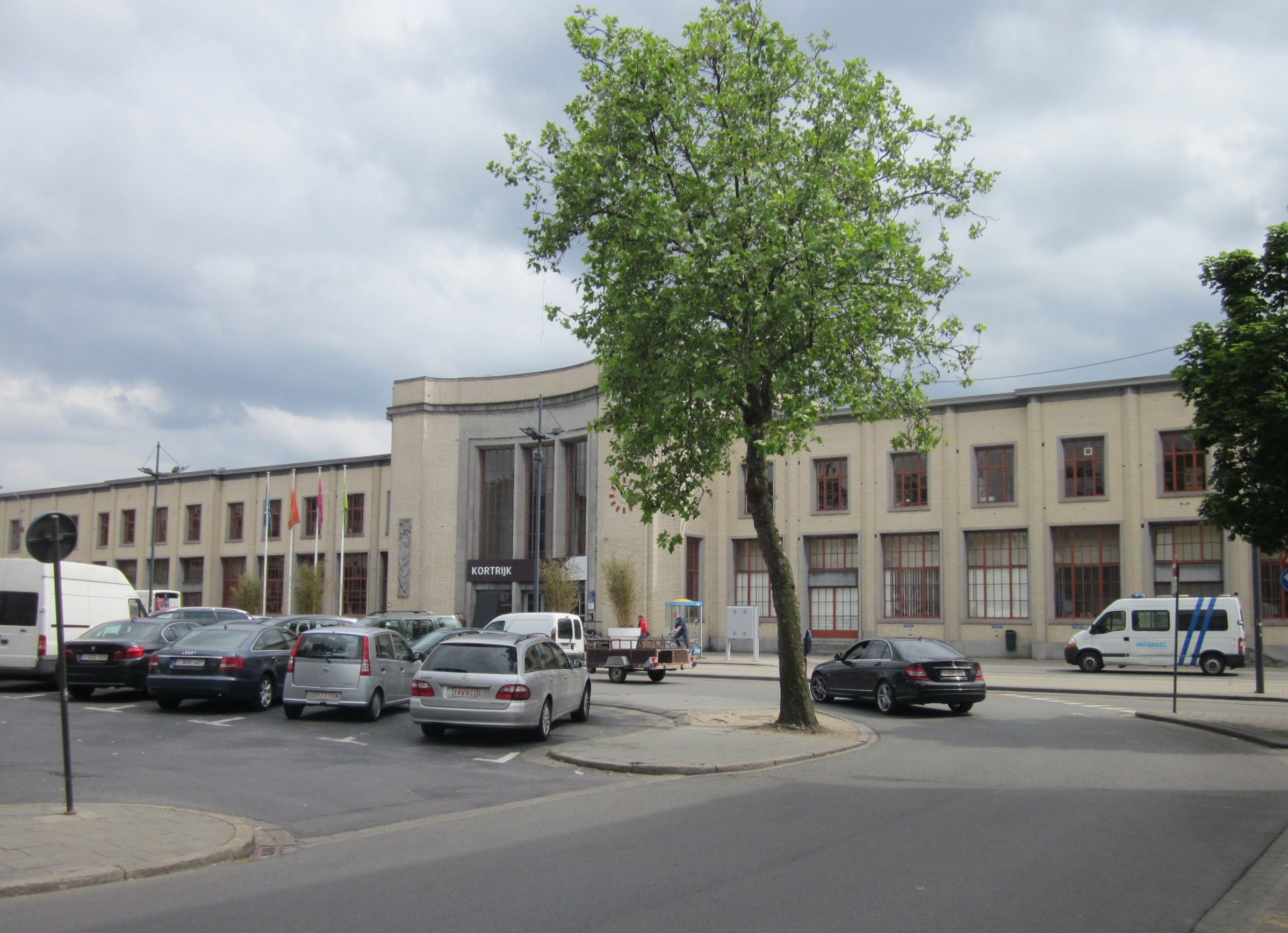
De voorgevel van het station
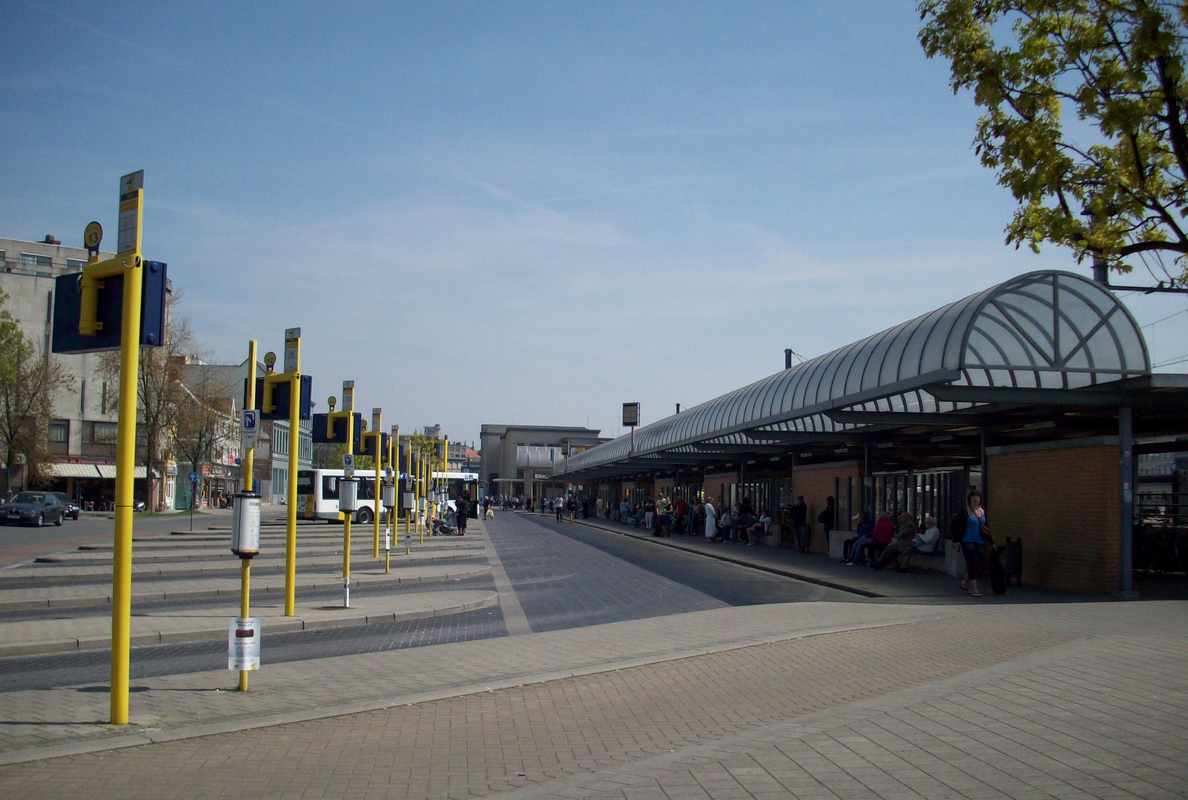
Busstation
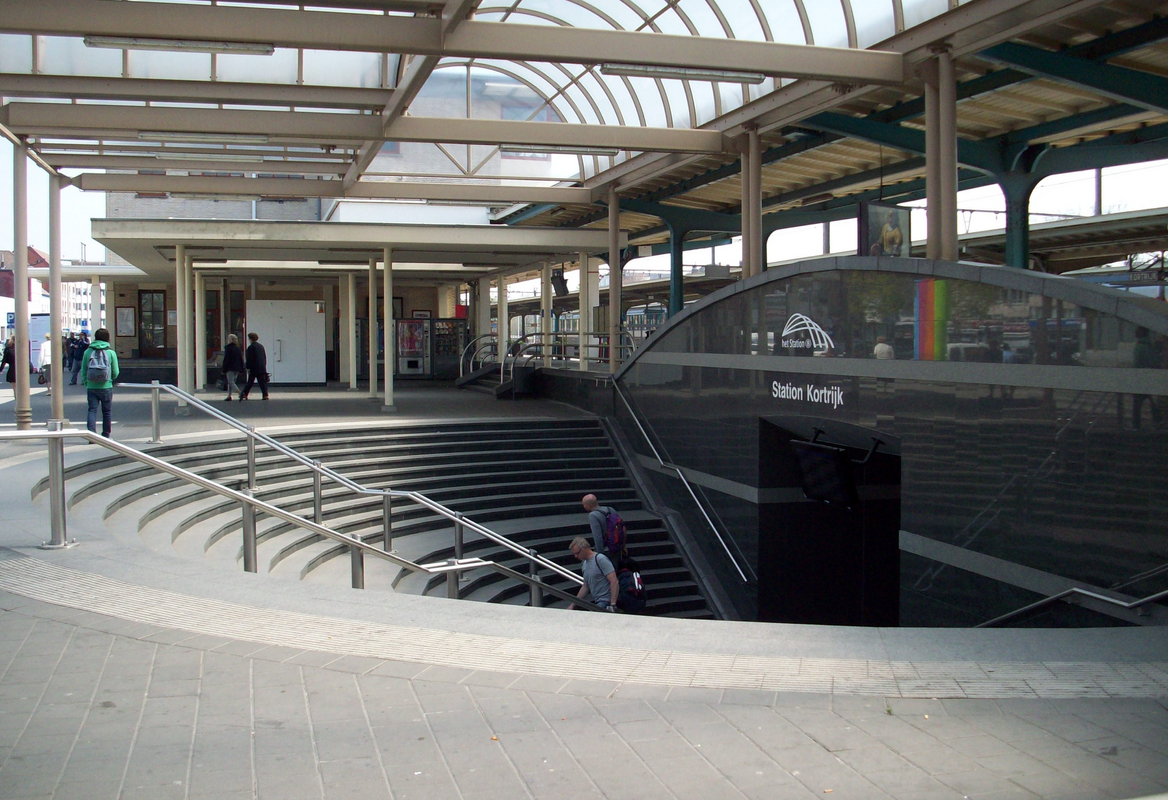
Ingang reizigerstunnel
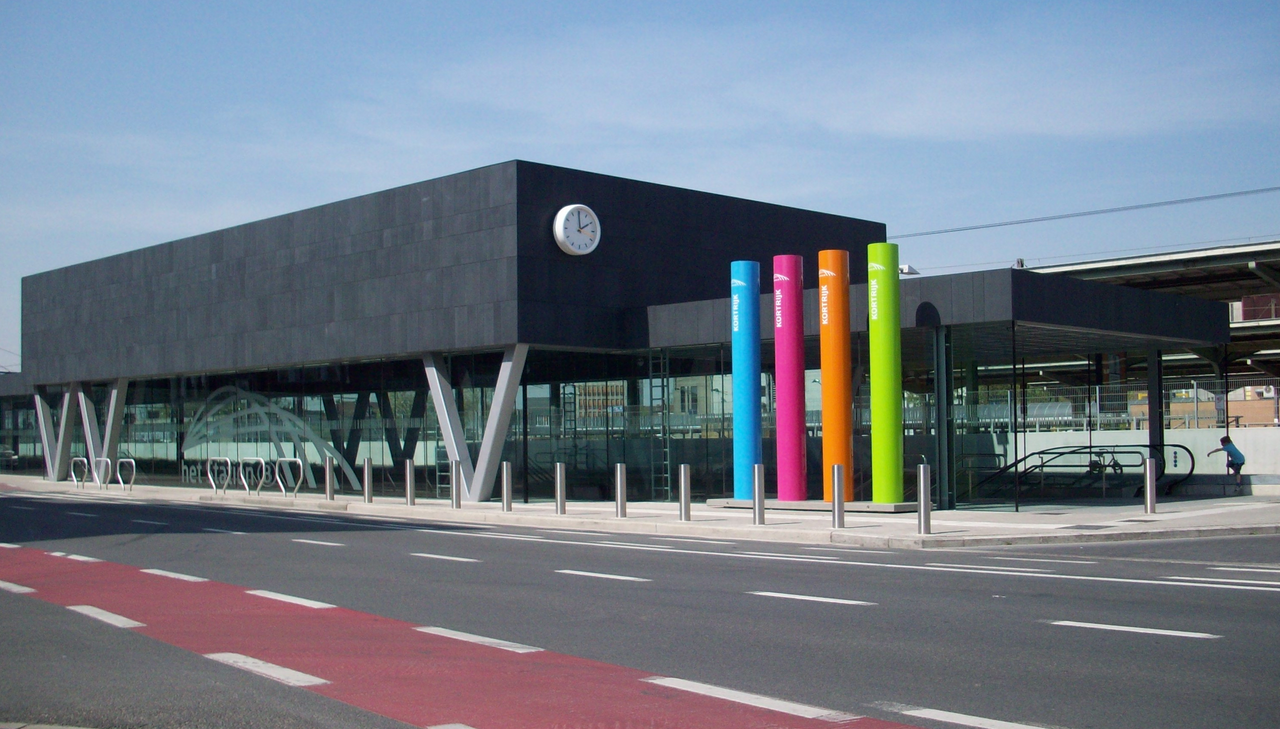
Nieuwe stationsingang aan de achterzijde

## Trivia
- In de inkomhal hangt een opvallend kunstwerk in bas-reliëf waarop alle mogelijke plaatsen vermeld staan waarheen men vanuit het station Kortrijk kan heen reizen.

- Het station is na dat van Brugge het belangrijkste NMBS-treinstation in de provincie West-Vlaanderen, en staat op de 14e plaats in België met ongeveer 10.800 reizigers op een weekdag.